# Iglesia de San Juan Bautista (Lanzahíta)
La iglesia de San Juan Bautista es un edificio de la localidad española de Lanzahíta, en la provincia de Ávila.

## Historia
Ubicada en la localidad abulense de Lanzahíta, cuenta con dos naves y una capilla mayor. Su construcción se remontaría a inicios del siglo XVI. La iglesia, bajo la advocación de Juan Bautista, aparece descrita en el décimo volumen del Diccionario geográfico-estadístico-histórico de España y sus posesiones de Ultramar de Pascual Madoz, en la entrada correspondiente a Lanzahíta, de la siguiente manera:

y una igl. parr. (San Juan Bautista) servida por un párroco, cuyo curato es de entrada y de provisión ordinari; hay ademas un capellan tonsurado, que obtiene una capellania de sangre. El edificio considerado en su interior, es de los mas bellos del pais y bastante ant.; se compone de 2 hermosas naves , y una magestuosa capilla mayor; la bóveda de toda la fáb. es de piedra de sillería, y de orden gótico; á la der. de la capilla mayor hay otra capilla cuadrada y sobre esta una sola llamada Cuarto del Cojo; la que se cree fuese en lo ant. sala de cabildo para los 7 vi 8 sacerdotes con que la igl. contaba anteriormente para su servicio; el altar mayor es de buen gusto y bastante mérito (por el mismo orden que el de San Lorenzo del Escorial) fué hecho y pintado el año 1588, y contiene los principales pasages del viejo y nuevo testamento, desde Adán y Eva inclusive, hasta la Ascension del Señor, todo á medio relieve; también se ven los doctores mayores de la igl., sobresaliendo entre ellos San Gerónimo; los profetas mayores, muchos de los misterios, los 4 evangelistas y San Juan en el desierto, en el Jordán y su degollacion; todo trabajado con mucho esmero, inclusas las imágenes que tiene de cuerpo entero, sin que desmerezcan en nada las demas repartidas por todo el ámbito del templo; siendo superiores la de la Virgen del Descendimiento y Dolorosa, y Smo. Cristo del Sepulcro; hay un hermoso órgano, que perteneció al conv. de Sto. Tomás de Avila; y tiene un buen campanario, cuyas campanas fueron fundidas hace pocos años.
(Madoz, 1847, p. 68)